# Armando

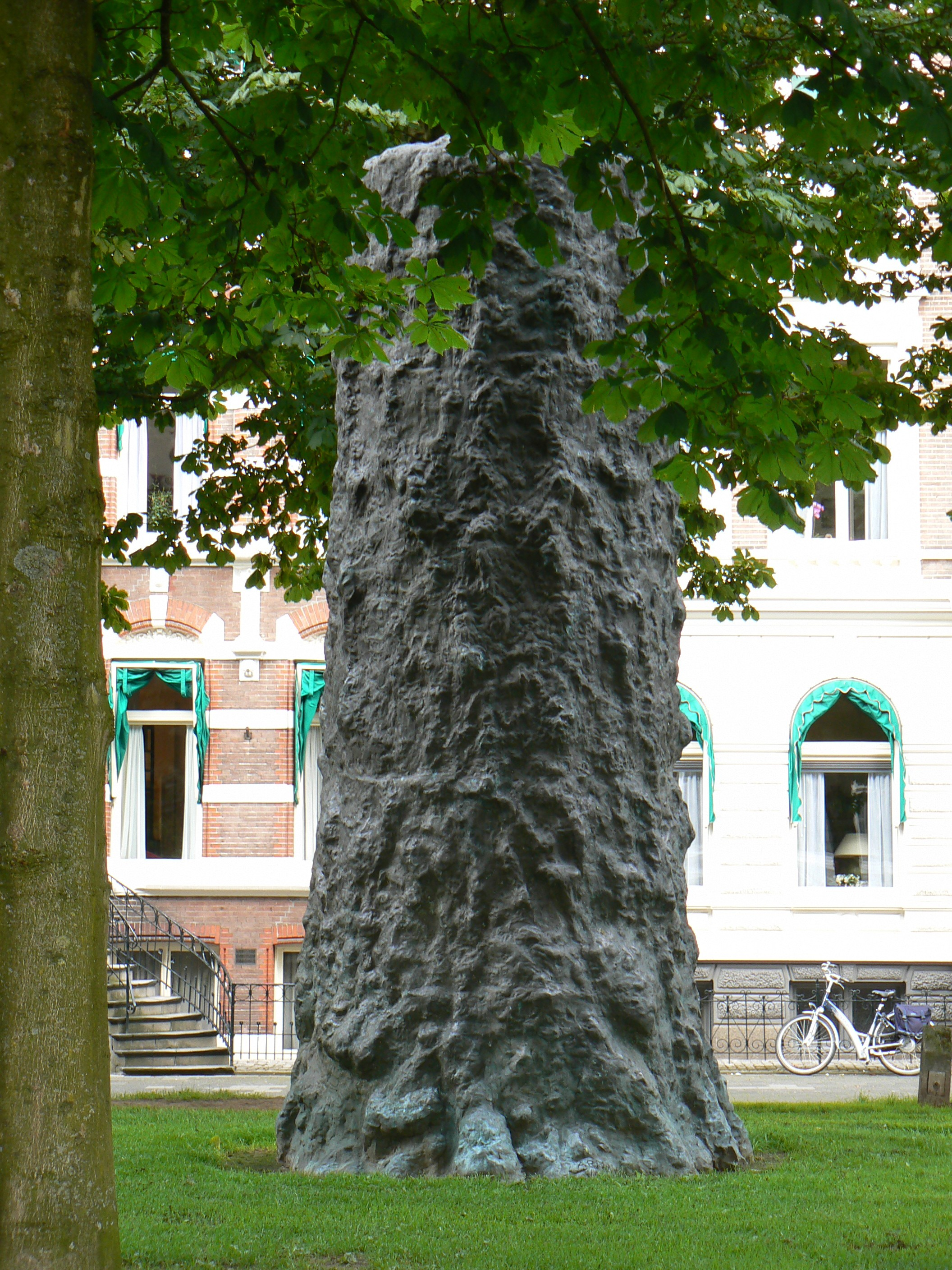
"Werkmanmonument" aan de Heresingel, Groningen

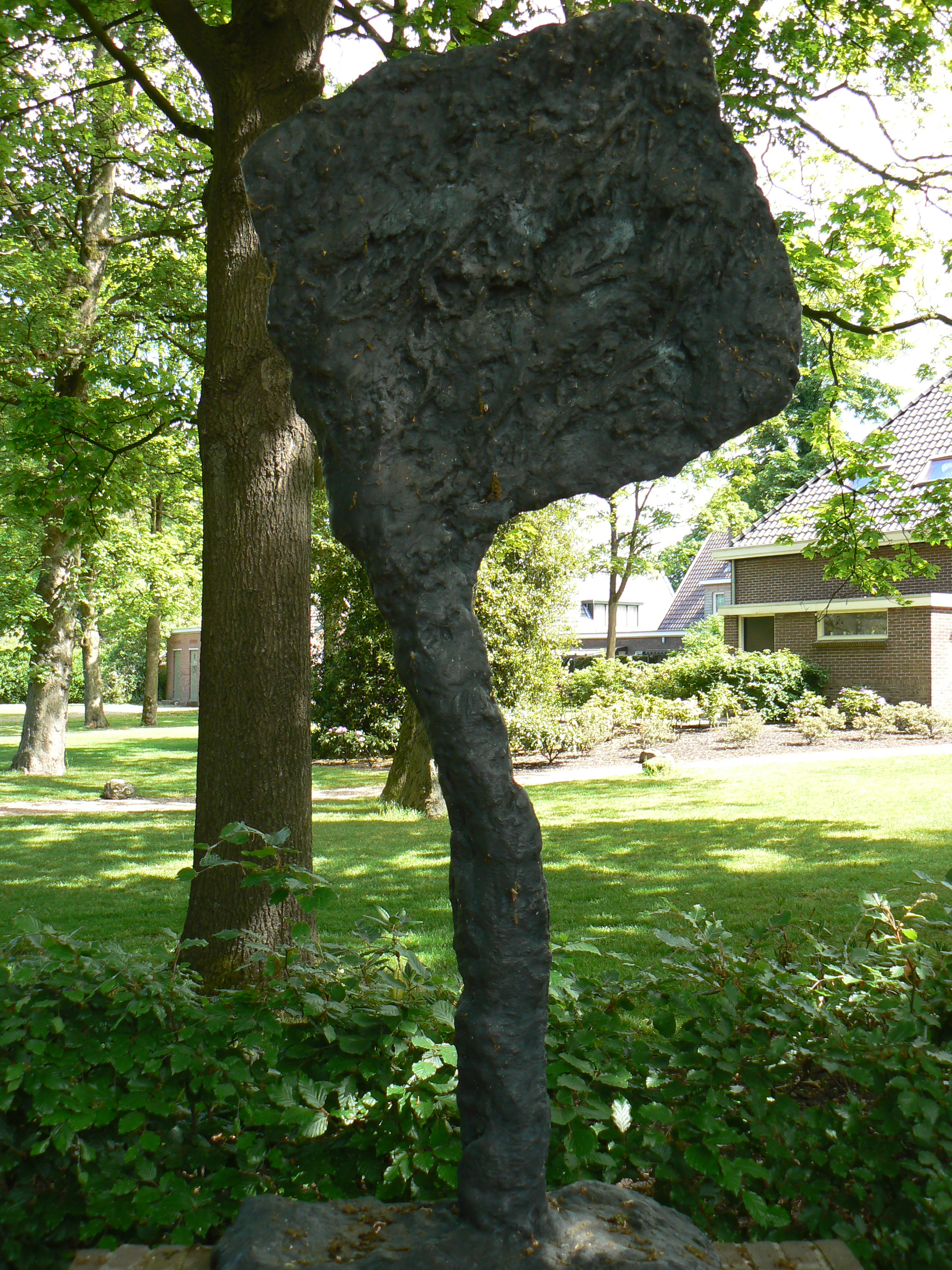
Fahne Hoofdstraat 21 Westerbork

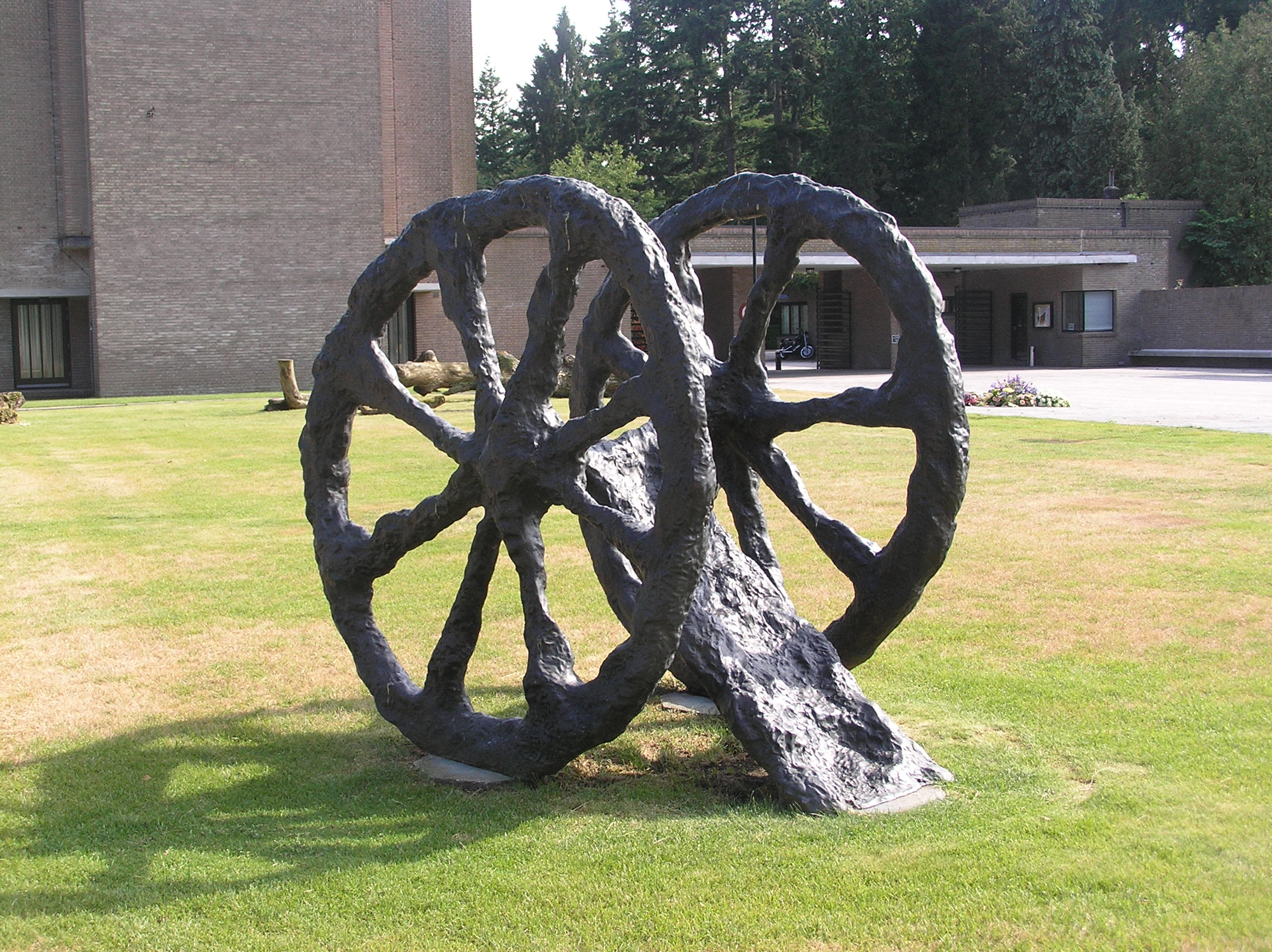
Feldzug (1989), Begraafplaats Rusthof in Leusden

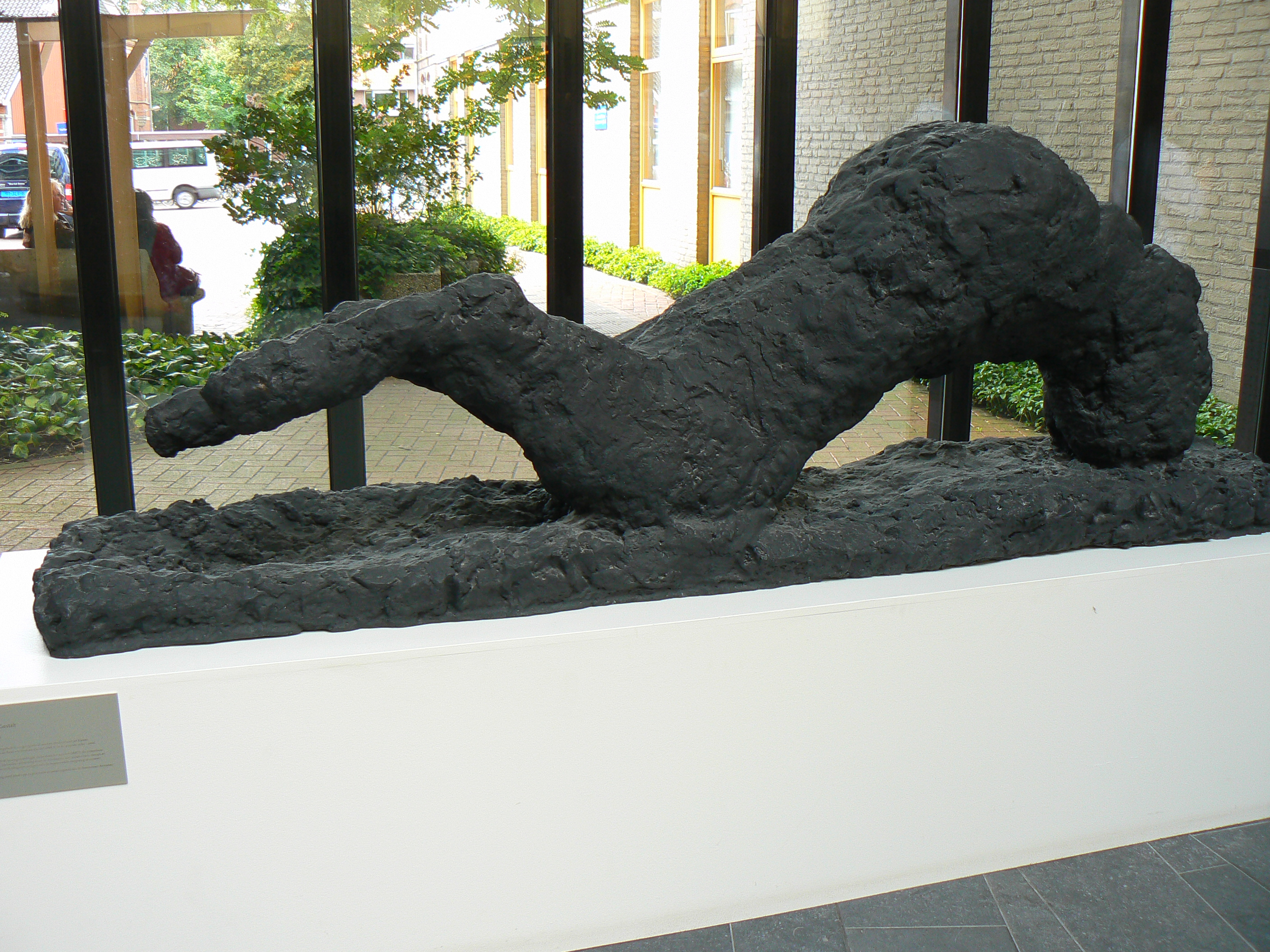
Liegende Gestalt (2005), UMCG Groningen

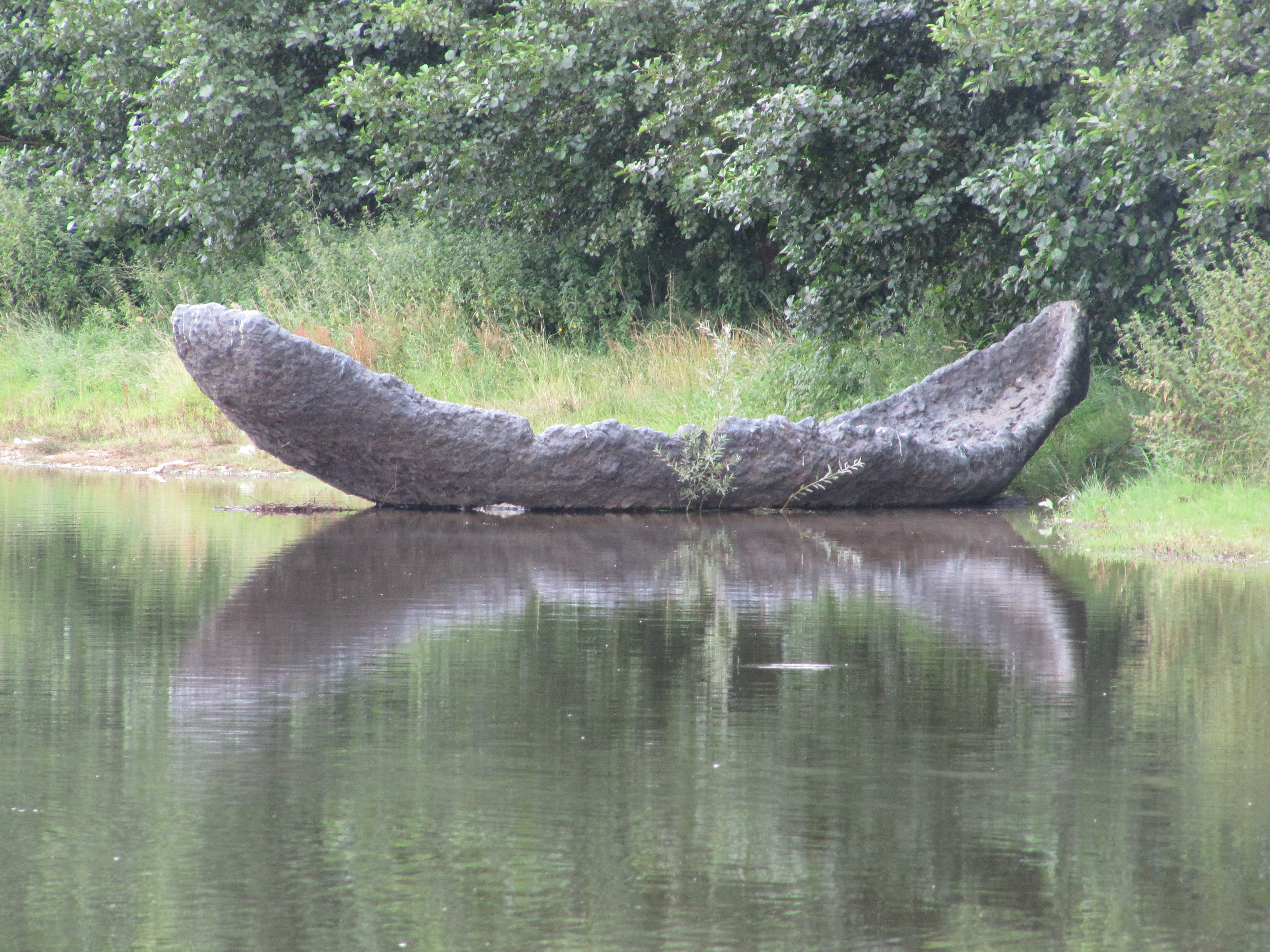
Boot 2006 (2008) in Amersfoort

Armando, geboren als Herman Dirk van Dodeweerd (Amsterdam, 18 september 1929 – Potsdam, 1 juli 2018), was een Nederlandse kunstschilder, beeldhouwer, dichter, schrijver, violist, acteur, journalist, film-, televisie- en theatermaker. Armando was zijn officiële naam; zijn geboortenaam, het pseudoniem zoals hij het noemde, bestond voor hem niet meer. Zelf zag hij zijn werk als 'Gesamtkunstwerk', waarvoor zijn ervaringen uit de Tweede Wereldoorlog in de omgeving van Kamp Amersfoort de basis vormden.

## Biografie
Armando bracht zijn jeugd door in Amersfoort. Later studeerde hij een aantal jaren kunstgeschiedenis. Als beeldend kunstenaar maakte hij deel uit van de in 1958 door Jan Henderikse opgerichte Nederlandse Informele Groep (o.a. met Kees van Bohemen, Jan Henderikse, Henk Peeters, Jan Schoonhoven), die in 1960 opging in de Nederlandse Nul-beweging. De leden van de Nul-groep brachten in hun werk een geheel nieuwe, verwondering wekkende visie op bekende dingen. Een typisch voorbeeld: Armando creëerde Het zwarte water, een bassin gemaakt van zwart plastic, gevuld met enkele centimeters water, maar met een grote diepte-illusie.
Als een rode draad door zijn proza loopt de verwerking van het verleden door de overlevenden van de oorlog, vooral door de Duitsers zelf, en de vele schakeringen daarin die hij opmerkte.
Als dichter en kunstenaar was hij verder betrokken bij De Nieuwe Stijl en Gard Sivik. Naast de beeldende kunst en de literatuur was hij ook actief in de journalistiek, theater, televisie, muziek (als violist in het zigeunerorkest van Tata Mirando) en sport (waaronder amateurboksen). Hij speelde gedurende vijfentwintig jaar met Cherry Duyns en Johnny van Doorn in Herenleed, eerst in de televisieserie en daarna in de theaterversie - absurde, traag verlopende taferelen uit een leven met meester-knechtverhoudingen.
Vanaf 1979 woonde hij ruim 25 jaar afwisselend in Amstelveen en Berlijn, waar hij tot 1989 in het oude atelier van de nazi-beeldhouwer Arno Breker werkte. Vanaf die tijd woonde hij in Amstelveen, maar hij had plannen zich in Amersfoort te vestigen, de stad van 'zijn' museum, het Armando Museum. Op 22 oktober 2007 werd dit museum door een uitslaande brand geheel verwoest, waarbij vrijwel de gehele aanwezige collectie en een deel van het documentatie-archief verloren zijn gegaan. Een deel van de geredde collectie werd overgebracht naar het nieuwe Museum Oud Amelisweerd (MOA) in Bunnik. De eerste tentoonstelling van deze collectie in Oud-Amelisweerd werd op 21 maart 2014 door prinses Beatrix geopend.
In 2013 verscheen zijn dichtbundel Stemmen. In november 2015 verschenen onder de titel Waarom 21 nieuwe gedichten bij Uitgeverij Koppernik.
In 2017 trad hij op met Ik hoorde dat er geluisterd werd, begeleid door de Oekraïense accordeonist en bandoneonist Oleg Lysenko, waarin hij voordroeg uit eigen werk. In 2019, een jaar na diens dood, bracht Cherry Duyns met hetzelfde programma een ode aan Armando.
Armando overleed op 1 juli 2018 in de Duitse stad Potsdam. Naar aanleiding van zijn overlijden heeft Museum Voorlinden een voor 2019 geplande overzichtstentoonstelling vervroegd. Deze zou in het kader staan van zijn negentigste verjaardag. De expositie was te bezichtigen tot 5 mei 2019.
Het door hem ontwerpen kunstwerk Der Bogen in de openbare ruimte van Amstelveen, is het grootste kunstwerk dat hij ooit maakte voor de publieke ruimte.

## Onderscheidingen

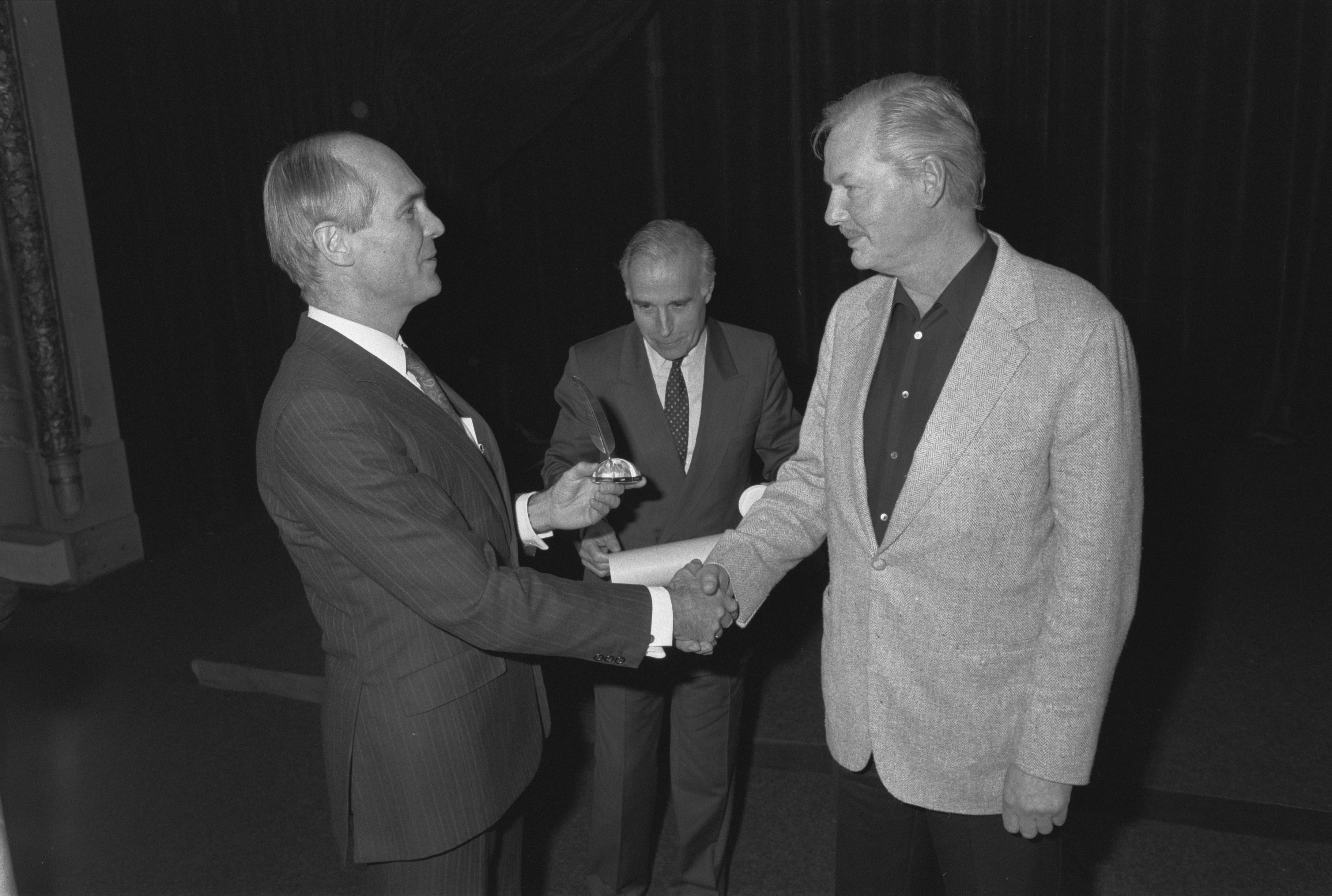
Armando ontvangt de Gouden Ganzeveer in 1987

- 1977 - De Herman Gorterprijs voor Het gevecht.
- 1984 - De F. Bordewijk-prijs voor Machthebbers, verslagen uit Berlijn en Toscane.
- 1984 - De Multatuliprijs voor Machthebbers, verslagen uit Berlijn en Toscane.
- 1985 - De eerste Jacobus van Looyprijs, een vijfjaarlijkse oeuvreprijs voor dubbeltalenten.
- 1987 - De Gouden Ganzenveer voor zijn bijdrage aan het Nederlands cultureel bezit en de verspreiding daarvan in Europa.
- 1989 - De Multatuliprijs voor De straat en het struikgewas.
- 1990 - Ridder in de Orde van Oranje-Nassau
- 2006 - Ridder in de Orde van de Nederlandse Leeuw
- 2009 - De Gouden Eremedaille voor Kunst en Wetenschap verbonden aan de Huisorde van Oranje[8]
- 2011 - De VSB Poëzieprijs voor Gedichten 2009.

## Publicaties

### Voor 1970
- Verzamelde gedichten, 1964
- De SS'ers: Nederlandse vrijwilligers in de Tweede Wereldoorlog, interviews, samen met Hans Sleutelaar, 1967

### 1970-1979
- Hemel en aarde: een heroïsche cyclus in 3 delen, gedichten, 1971
- Vorstin der machtelozen, 1972
- Dagboek van een dader, 1973
- De denkende, denkende doden: herinneringen, 1973
- Het gevecht: een gedicht, 1976
- Herenleed, met Cherry Duyns, 1977
- De ruwe heren: 9 benarde verhalen, 1978
- Geschiedenis van een plek: Concentratiekamp Amersfoort, met Hans Verhagen en Maud Keus, 1980

### 1980-1989
- Tucht: gedichten, 1971-1978, 1980
- Aantekeningen over de vijand, 1981
- Uit Berlijn, 1982
- Machthebbers: verslagen uit Berlijn en Toscane, 1983
- het plechtige, het donkere = das feierliche, das dunkle, gedichten 1984
- Wat zegt? Wat doet?: verzameld Herenleed, met Cherry Duyns, 1985
- Krijgsgewoel, 1986
- Schuldige Landschaft, 1986
- Der Baum, 1986
- Holda de hond = Holda der Hund, 1987
- Een nieuw leven bloesemt uit de ruïnes, 1987
- De dieren en de bloemen, 1987
- De straat en het struikgewas, 1988
- De veldtocht: gedichten, 1989

### 1990-1999
- Dirk de dwerg: en zeven andere sprookjes, 1990
- De kleine verschijnselen = Minor incidents, 1991
- Duits: herinneringen, 1991
- Het plechtige gebouw, 1992
- De boksers, 1993
- De sprookjes, 1994
- Voorvallen in de wildernis, 1994
- Mensenpraat, 1994
- De hand en de stem, 1995
- Herenleed: een ongerieflijk tweetal, met Cherry Duyns, 1996
- Herenleed: vijfentwintig jaar weemoed en verlangen, met Cherry Duyns, 1997
- De prinses met de dikke bibs, 1997
- De heideweg: verhalen, 1998
- De naam in een kamer: een gedicht, 1998
- Takke de tovenaar, 1999
- Dierenpraat, 1999
- We waren zo heerlijk jong: Duitse herinneringen, 1999

### Na 2000
- De haperende schepping, 2003
- Schoonheid is niet pluis: verzameld proza, 2003
- Het wel en wee, 2005
- Gedoe, 2006
- Landschap: gedichten en tekeningen, 2006
- Hemel en aarde. Het gevecht, 2007
- Soms, 2007
- Hemel en aarde. De schepping, 2007
- Nee, 2008
- Gedichten 2009, 2009
- Eindelijk, 2009
- Berlijn, 2009 (bundeling van stukken uit Uit Berlijn, Machthebbers en Krijgsgewoel)
- De stilte, 2010
- Ze kwamen, 2011
- Herenleed: De heraut, De buitenstaander, De damesgestalte, met Cherry Duyns, 2013
- Stemmen gedichten, 2013
- Ter plekke - De ultrakorte verhalen tot nu toe, 2014
- Waarom, 21 gedichten, 2015

### Postuum verschenen
- Toch, 2019 (nagelaten werk)

## Werk in openbare collecties (selectie)
- Chabot Museum Rotterdam
- Museum Het Valkhof, Nijmegen
- Joods Historisch Museum, Amsterdam
- Museum Boijmans Van Beuningen, Rotterdam[9]
- Rijksmuseum Amsterdam[10]
- Stedelijk Museum Amsterdam[11]
- Museum Voorlinden, Wassenaar
- Museum EICAS, Deventer[12]